# Kleinhaslach (Dietenhofen)

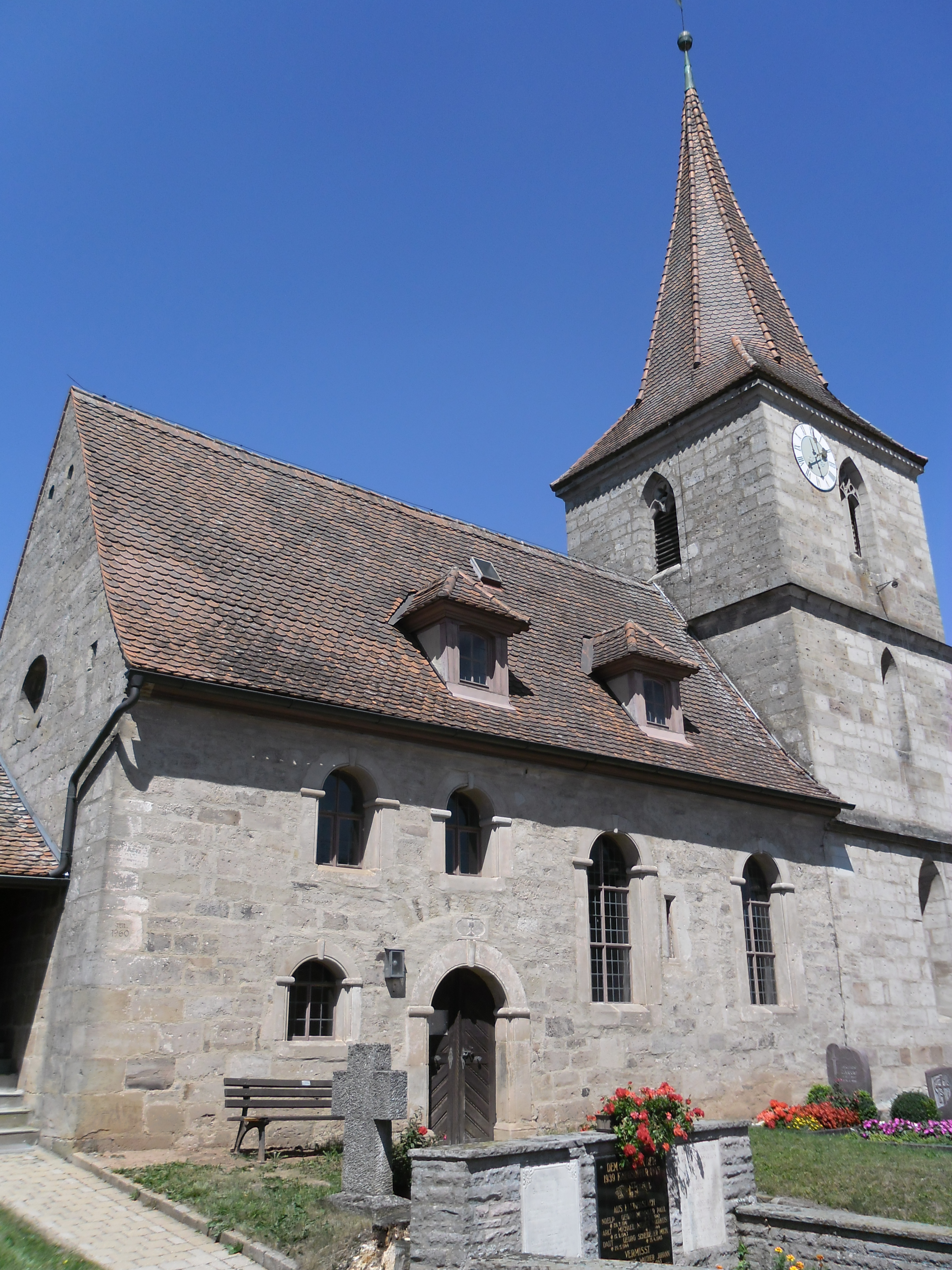
Kirche St. Martin

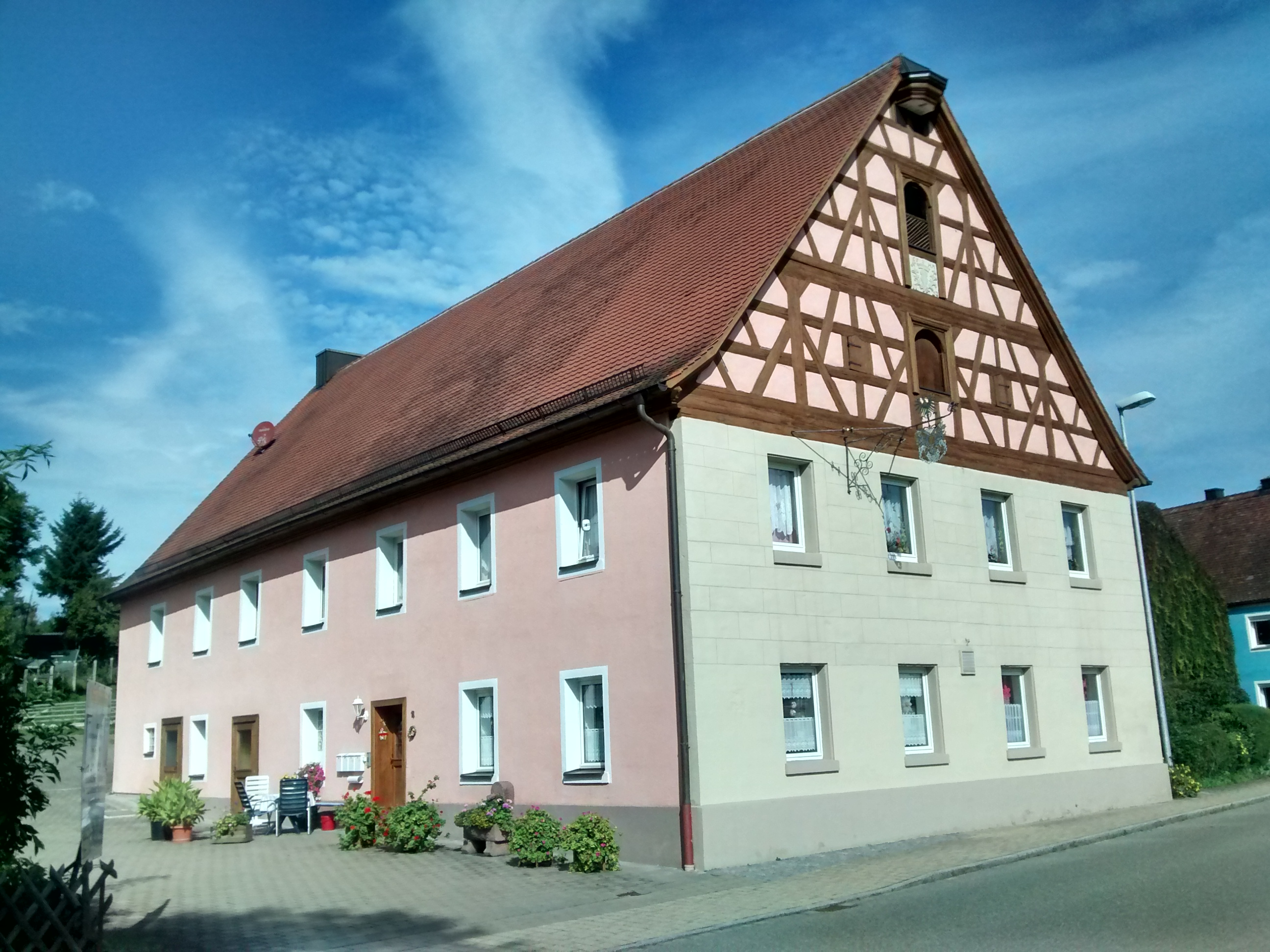
Ehemaliges Gasthaus Adler

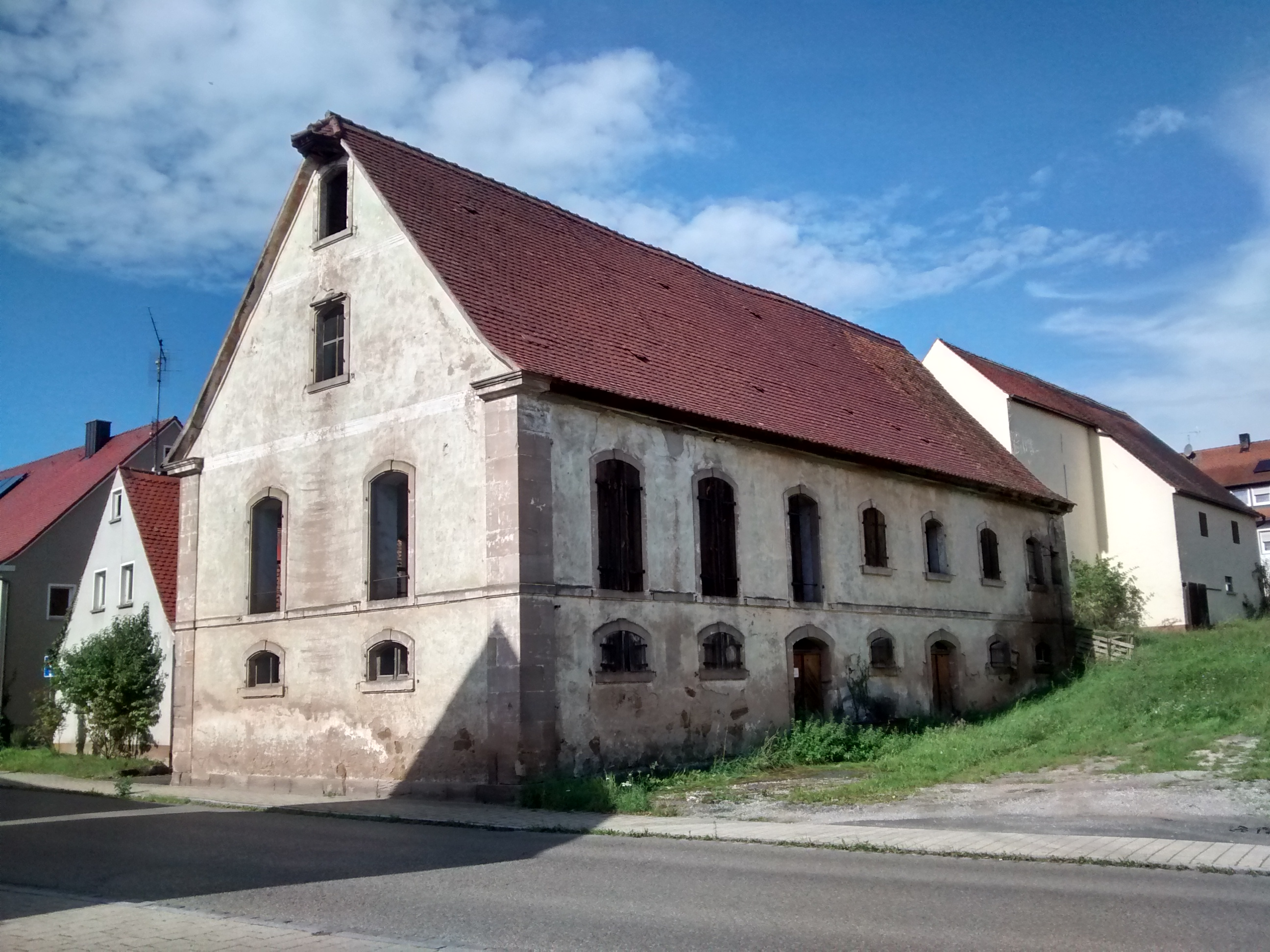
Ehemalige Brauerei

Kleinhaslach (fränkisch: Glah-hohsla) ist ein Gemeindeteil des Marktes Dietenhofen im Landkreis Ansbach (Mittelfranken, Bayern). Die Gemarkung Kleinhaslach hat eine Fläche von 14,484 km². Sie ist in 1514 Flurstücke aufgeteilt, die eine durchschnittliche Flurstücksfläche von 9566,98 m² haben. In ihr liegen neben dem namensgebenden Ort die Gemeindeteile Haunoldshofen, Kleinhabersdorf, Rüdern und Warzfelden und der Wohnplatz Warzfeldermühle.

## Geografie
Das Pfarrdorf liegt in Tallage am Haselbach und am Mettlachbach, der dort als linker Zufluss in den Haselbach mündet. Etwas südlich des Ortes mündet der Krothbach, weiter nördlich der Buckgraben als rechte Zuflüsse des Haselbachs und noch weiter nördlich der Haunoldshofener Graben als linker Zufluss des Haselbachs. 0,5 km südwestlich liegt das Waldgebiet Hammersloh, nordöstlich liegt die Flur Mühlleite.
Durch den Ort verläuft die Staatsstraße 2246, die nach Bruckberg (2,2 km südwestlich) bzw. an Kehlmünz und Münchzell vorbei nach Großhabersdorf zur Rothenburger Straße führt (6,5 km nordöstlich). Durch die Kreisstraße AN 17 ist der Ort mit Warzfelden (2,6 km westlich) und Neuhöflein (2,3 km südöstlich) verbunden. Die Kreisstraße AN 26 führt nach Dietenhofen (3 km nördlich).

## Geschichte
Der Ort wurde 1233 als „Blindenhasela“ erstmals urkundlich erwähnt. „Haslach“ bedeutet Bach, der mit Haselnussstauden bewachsen ist, „Blind“ bedeutet hier vermutlich versteckt daliegend. 1302 wurde der Ort in einer Kaufurkunde erstmals „Cleinenhaselach“ genannt.
Bis ins 13. Jahrhundert gehörte der Ort mehreren Dorfherren. Nach und nach wurde das Kloster Heilsbronn fast alleiniger Dorfherr. 1233 schenkte Sifrid Pfinzing von Nürnberg diesem ein Prädium in Kleinhaslach. 1253 kaufte das Kloster dort einen Hof von Friedrich von Beigerbach. Zur Zeit des zwölften Abts kaufte der Nürnberger Bürger Ringer für 20 Pfund Heller Gefälle in Kleinhaslach und schenkte dieses dem Kloster. 1302 verkauften die Gebrüder Heinrich, Rudolf und Konrad von Bruckberg dem Kloster Gefälle vom Sandhof zu Kleinhaslach für 50 Pfund Heller. Insgesamt erwarb das Kloster 15 Anwesen.
Seit dem Einzug der Reformation im Jahr 1520 gab es in Kleinhaslach eine Schule.
Im 16-Punkte-Bericht des Klosteramts Heilsbronn aus dem Jahr 1608 wurden für Kleinhaslach nur die 15 Mannschaften verzeichnet, die das Kastenamt Bonnhof als Grundherrn hatten (6 Bauern, 6 Köbler, 3 Heilinggüter). Die Mannschaften anderer Grundherren werden nicht aufgelistet. Während des Dreißigjährigen Kriegs verfielen elf von den Heilsbronner Höfen, die teilweise abgebrannt waren. Aus der Kirche wurden Kelch, Patene, zwei der drei Kirchturmglocken und anderes geraubt. Auch noch 20 Jahre nach dem Ende des Krieges hatte das Kloster Heilsbronn von diesen Höfen keine Einnahmen. Auch die St. Gratius-Kapelle wurde während des Krieges zerstört.
Im 16-Punkte-Bericht des Fürstentums Ansbach von 1684 wurden für Kleinhaslach 22 Mannschaften verzeichnet: 15 Anwesen hatten das Kastenamt Bonnhof als Grundherren, zwei Anwesen das Reiche Almosen von Nürnberg, ein Anwesen die Herren von Eyb zu Bruckberg, zwei Anwesen die Herren von Leonrod und zwei Anwesen die Herren von Danngrieß zu Vach. Das Hochgericht übte das brandenburg-ansbachische Hofkastenamt Ansbach aus.
Gegen Ende des 18. Jahrhunderts gab es in Kleinhaslach 28 Anwesen. Das Hochgericht übte das Hofkastenamt Ansbach aus. Die Dorf- und Gemeindeherrschaft hatte das brandenburg-bayreuthische Kastenamt Bonnhof. Grundherren waren das Fürstentum Bayreuth (Kastenamt Bonnhof: 1 Hof, 2 Halbhöfe, 2 Halbhöfe mit Tafernwirtschaft, 5 Güter, 1 Gut mit Schmiedrecht, 1 Söldengut, 3 Tropfhäuser; Kastenamt Dietenhofen: 1 Gut, 1 Gütlein, 1 Tropfhaus; Pfarrei Dietenhofen: 2 Güter, 1 Gütlein, 1 Halbgut, 1 Tropfhäuslein), das St.-Klara-Klosteramt der Reichsstadt Nürnberg (1 Halbhof, 1 Gütlein), der Nürnberger Eigenherr von Haller (1 Gut, 1 Gütlein) und das Rittergut Frohnhof der Herren von Eyb (1 Tafernwirtschaft). Neben den Anwesen gab es noch die Kirche und kommunale Gebäude (Schulhaus, Hirtenhaus). Von 1797 bis 1808 unterstand der Ort dem Justiz- und Kammeramt Ansbach.
Im Jahre 1806 kam Kleinhaslach an das Königreich Bayern. Im Rahmen des Gemeindeedikts wurde 1808 der Steuerdistrikt Kleinhaslach gebildet, zu dem Haunoldshofen, Rüdern, Warzfelden und Warzfeldermühle gehörten. Die Ruralgemeinde Kleinhaslach entstand im Jahr 1811 und war deckungsgleich mit dem Steuerdistrikt. Sie war in Verwaltung und Gerichtsbarkeit dem Landgericht Ansbach zugeordnet und in der Finanzverwaltung dem Rentamt Ansbach (1919 in Finanzamt Ansbach umbenannt). Mit dem Zweiten Gemeindeedikt (1818) wurde Kleinhabersdorf von Bruckberg nach Kleinhaslach umgemeindet. Ab 1862 gehörte Kleinhaslach zum Bezirksamt Ansbach (1939 in Landkreis Ansbach umbenannt). Die Gerichtsbarkeit blieb bis 1870 beim Landgericht Ansbach, von 1870 bis 1879 war das Stadt- und Landgericht Ansbach zuständig, seit 1880 ist es das Amtsgericht Ansbach. Die Gemeinde hatte 1964 eine Gebietsfläche von 14,623 km². Mit der Gemeindegebietsreform wurde die Gemeinde am 1. Juli 1972 in den Markt Dietenhofen eingegliedert.

### Baudenkmäler
- Evangelisch-lutherische Pfarrkirche St. Martin[21]
- Haus Nr. 14 (ehemaliges Pfarrhaus), zweigeschossiger Bau des 18. Jahrhunderts mit Krüppelwalm[21]
- Haus Nr. 18; Gasthaus zum Adler; zweigeschossiger Bau des 18. Jahrhunderts mit zweigeschossigem Giebel und Krangaube, Fachwerkobergeschosse mit brandenburgischem Wappen[21]

### Einwohnerentwicklung
Gemeinde Kleinhaslach
| Jahr      | 1818   | 1840   | 1852   | 1855   | 1861   | 1867   | 1871   | 1875   | 1880   | 1885   | 1890   | 1895   | 1900   | 1905   | 1910   | 1919   | 1925   | 1933   | 1939   | 1946   | 1950   | 1952   | 1961   | 1970   |
| Einwohner | 483    | 525    | 525    | 545    | 515    | 523    | 529    | 503    | 500    | 502    | 464    | 477    | 458    | 467    | 491    | 465    | 497    | 496    | 454    | 645    | 640    | 584    | 440    | 447    |
| Häuser    | 84     | 88     |        |        |        |        | 93     |        |        | 95     | 87     |        | 90     |        |        |        | 86     |        |        |        | 89     |        | 94     |        |
| Quelle    | [ 23 ] | [ 24 ] | [ 25 ] | [ 25 ] | [ 26 ] | [ 27 ] | [ 28 ] | [ 29 ] | [ 30 ] | [ 31 ] | [ 32 ] | [ 25 ] | [ 33 ] | [ 25 ] | [ 34 ] | [ 25 ] | [ 35 ] | [ 25 ] | [ 25 ] | [ 25 ] | [ 36 ] | [ 25 ] | [ 19 ] | [ 37 ] |

Ort Kleinhaslach
| Jahr      | 001818 | 001840 | 001861 | 001871 | 001885 | 001900 | 001925 | 001950 | 001961 | 001970 | 001987 | 002005 | 002013 |
| Einwohner | 165    | 204    | 203    | 220    | 191    | 184    | 212    | 275    | 201    | 206    | 169    | 207    | 229    |
| Häuser    | 32     | 31     |        |        | 39     | 37     | 39     | 40     | 42     |        | 52     |        |        |
| Quelle    | [ 23 ] | [ 24 ] | [ 26 ] | [ 28 ] | [ 31 ] | [ 33 ] | [ 35 ] | [ 36 ] | [ 19 ] | [ 37 ] | [ 38 ] | [ 39 ] | [ 1 ]  |

## Religion
Die St.-Martins-Kirche, seit der Reformation evangelisch-lutherisch, war ursprünglich Filialkirche von St. Maria (Großhaslach), später von St. Andreas (Dietenhofen). Über die Selbstständigkeit von St. Martin gibt es widersprüchliche Aussagen, mit Sicherheit ist es aber seit 1842 eine selbstständige Pfarrei. Von Kleinhaslach aus wird auch die Kirchengemeinde St. Mauritius (Warzfelden) betreut. Die Einwohner römisch-katholischer Konfession waren ursprünglich nach Unsere Liebe Frau (Heilsbronn) gepfarrt, seit den 1980er Jahren ist die Pfarrei St. Bonifatius (Dietenhofen) zuständig.